# Charles Guillet
Charles Guillet (begraven Brugge, 1 mei 1654) was een Vlaams componist en muziektheoreticus.
Hij was een notabele in de stad Brugge, zo was hij gemeenteraadslid (1616-1617), hoofdman van een van de Brugse wijken (1618-1619) en schepen (1620-1622). Voorts was hij vanaf 1615 lid van Edele Confrérie van het Heilig Bloed. Hij was ook kerkmeester van zijn parochiekerk, de Onze-Lieve-Vrouwekerk.
Hij is voornamelijk bekend vanwege zijn in 1610 uitgegeven Vingt-quatre fantaisies à quatre parties, disposées selon l'ordre des douze modes. De fantaisies zijn geschreven in de kerktoonladders, bijvoorbeeld dorisch. Ook het driedelige boekwerk Institution harmonique, divisée en trois livres (1: Muziektheorie, 2: Muziekpraktijk, 3: Controversen binnen de muziek) is van zijn hand.
Hij werd begraven in de Heilige Drievuldigheidskapel van de Sint-Donaaskathedraal.
- Biblioteca Nacional de España: XX1772346
- Bibliothèque nationale de France: cb147622842 (data)
- Gemeinsame Normdatei: 140511296
- International Standard Name Identifier: 0000 0000 7978 8865
- Library of Congress Control Number: nr91045373
- MusicBrainz: d64ef139-c1ea-464c-8680-9a710f132d25
- Nationale Bibliotheek van Israël: 987007343009505171
- Nederlandse Thesaurus van Auteursnamen: 161766358
- Système universitaire de documentation: 15101521X
- Virtual International Authority File: 87554735
- WorldCat: E39PBJcRbGVVjGXQ3QVwyvkRrq